# Delta Tauri3
Delta Tauri3 (δ3 Tauri , förkortat Delta3 Tau, δ3 Tau) som är stjärnans Bayerbeteckning, är en dubbelstjärna belägen i den mellersta delen av stjärnbilden Oxen. Den har en kombinerad skenbar magnitud på 4,32 och är synlig för blotta ögat. Baserat på parallaxmätning inom Hipparcosuppdraget på ca 22,0 mas, beräknas den befinna sig på ett avstånd av ca 149 ljusår (46 parsek) från solen.

## Nomenklatur
Delta Tauri3 har också det traditionella latinska namnet Cleeia, från den grekiska Kleeia, som var en av Hyades-systrarna.  Stjärnan anses ingå i stjärnhopen Hyaderna.

## Egenskaper
Delta Tauri3 är en blå underjättestjärna  av spektralklass A2 IV och visar egenskaper hos en Am-stjärna. Den gavs 1985 klassificeringen A2kA3hA5m, vilket betyder att spektrumet visar K-linjen för en A2-stjärna, vätelinjerna för en A3-stjärna och metallinjerna för en A5-stjärna. Den har underskott av scandium men har maximum av järn och tunga element.[4] Även om den tidigare var en misstänkt variabel stjärna, har nu Delta Tauri3 A bestämts vara fotometriskt konstant. Den har en massa som är 2,3 gånger solens massa och utsänder från dess fotosfär ca 50 procent mera energi än solen vid en effektiv temperatur på ca 9 000 K.
Primärstjärnan har en följeslagare, Delta Tauri3 B, av magnitud 8,37 med en vinkelseparation på 1,80 bågsekunder vid en positionsvinkel på 341° (2010). Separerad med 77 bågsekunder (2006) finns en visuell följeslagare av magnitud 11,12, betecknad Delta Tauri3 C.